# Thomas Kowa
Thomas Kowa (* 1969 als Thomas Kowalzik in Ludwigshafen am Rhein) ist ein deutscher Schriftsteller, Musiker und Podcaster, der seit 2007 in der Schweiz lebt.

## Leben
Kowa hat in Mannheim Betriebswirtschaft studiert und danach in der Pharmaindustrie gearbeitet, was ihn auch zu seinen ersten Thrillern inspiriert hat. 2001 gründete er die Plattenfirma Nanopop, die er im Zuge der Krise der Musikindustrie 2007 jedoch geschlossen hat. Er hat sich seither in erster Linie als Autor von Kriminalromanen und Thrillern einen Namen gemacht. 2012 erschien sein Debütroman Das letzte Sakrament. Danach hat er über ein Dutzend Bücher veröffentlicht, darunter die Thriller Seelenschlaf, Engelsstille und Todesstaub.
Kowa hat zudem den mit 10.000 CHF dotierten Kurt-Marti-Preis des Berner Schriftstellerverbands initiiert und war bis 2022 auch deren Juryvorsitzender. Er ist Mitgründer des Krimi Schweiz – Verein für schweizerische Kriminalliteratur und hat den Schweizer Krimipreis ins Leben gerufen, der alle zwei Jahre vom Verein vergeben wird. Kowa ist Mitglied im AdS, im Syndikat, sowie in der Drehbuchautorengruppe Kopfkino.
Er lebt in der Nähe von Bern, ist verheiratet und hat zwei Kinder.

## Werk

### Bücher (Auswahl)
- Das letzte Sakrament, Bastei Lübbe, 2012, ISBN 978-3-404-16674-9
- Pommes Porno Popstar, zusammen mit Christian Purwien, dp Digital Publishers 2017, ISBN 978-3-96087-515-4
- Vegas, vidi, non vici, zusammen mit Christian Purwien, dp Digital Publishers 2018, ISBN 978-3-96087-369-3
- Lügen haben Männerbeine, dp Digital Publishers 2018, ISBN 978-3-96087-370-9
- Mode, Mops und Moneten (als Audrey Teddington), dp Digital Publishers 2019, ISBN 978-3-96087-766-0
- Seelenschlaf, dp Digital Publishers 2021, ISBN 978-3-96817-960-5
- Engelsstille, dp Digital Publishers 2021, ISBN 978-3-96817-963-6
- Todesstaub, dp Digital Publishers 2021, ISBN 978-3-9863730-9-2

### Kowa als Musiker
Ab 1989 war Kowa Mitglied der deutschen Synth-pop-Band no comment. Ihre 1998 veröffentlichte Coverversion des Dead or Alive Klassikers You spin me round lief 2009 in der Auftaktfolge der sechsten Staffel von Desperate Housewives. Er war Drehbuchautor und Produzent des Surround-Pop-Movies Polyradah, der 2008 auf DVD und CD erschienen ist. Aktuelle Bandprojekte sind Nine Seconds, Purwien & Kowa und Emily Kinskiʼs dead.

### Kowa als Podcaster
Mit Christian Purwien moderiert Kowa den Podcast Disko 80, der sich vor allem mit der Musik der 1980er Jahre befasst und in dem u. a. Joachim Witt, Andreas Fröhlich (Die drei ???), Bernhard Lloyd (Alphaville) und Marcus Meyn (Camouflage) zu Gast waren.
Für den Verein Krimi Schweiz moderiert Kowa zusammen mit Marcus Richmann den Podcast Krimi Schweiz, in dem regelmäßig Schweizer Krimiautoren vorgestellt werden.

## Einzelbelege
1. ↑  Das grösste Comeback aller Zeiten. Abgerufen am 10. September 2022.
2. ↑  Neuer Berner Literaturpreis – Literatur im Sinne Kurt Martis. 13. September 2018, abgerufen am 10. September 2022.
3. ↑  Thomas Kowa – KOPFKINO. 16. September 2021, abgerufen am 10. September 2022 (deutsch).
4. ↑  Music from Desperate Housewives S6E01. Abgerufen am 10. September 2022.
5. ↑  Nocomment – Polyradah. A Surround Pop Movie. Abgerufen am 10. September 2022.
6. ↑  Nineseconds. Abgerufen am 10. September 2022.
7. ↑  Emily Kinskiʼs Dead – A TIME TO LOVE AND A TIME TO DIE. Abgerufen am 10. September 2022 (deutsch).
8. ↑  Disko 80. Abgerufen am 10. September 2022.
9. ↑  Krimi Schweiz. Abgerufen am 10. September 2022.

| Personendaten    | Personendaten                                   |
| ---------------- | ----------------------------------------------- |
| NAME             | Kowa, Thomas                                    |
| ALTERNATIVNAMEN  | Kowalzik, Thomas (Geburtsname)                  |
| KURZBESCHREIBUNG | deutscher Schriftsteller, Musiker und Podcaster |
| GEBURTSDATUM     | 1969                                            |
| GEBURTSORT       | Ludwigshafen a. Rhein                           |